# La Folie du docteur Tube
 (juillet 2025).
Pour plus de détails, voir Fiche technique et Distribution.
La Folie du docteur Tube est un court métrage français muet réalisé par Abel Gance, sorti en 1915.

## Synopsis
Un celèbre et fantaisiste docteur Tube invente une poudre qui rend les gens difformes. Il tente d’abord l’expérience sur un chien, puis sur son assistant, un enfant noir, et sur lui-même. Le résultat les amuse beaucoup. Il envoie ensuite un peu de poudre sur deux charmantes jeunes filles qui lui rendent visite, qui sont catastrophées par le résultat, ainsi que leurs fiancés qui reçoivent le même traitement. Les corps sont tellement déformés qu'ils en deviennent méconnaissables. Les quatre jeunes gens en viennent aux mains avec le professeur, qui leur indique alors qu'il suffit de débarrasser de la poussière qui recouvre leurs vêtements pour retrouver une forme normale. Tout rentre ainsi dans l'ordre et l'aventure se termine autour d'une table et d'une bouteille de champagne.

## Fiche technique
- Réalisation : Abel Gance
- Scénario : Abel Gance
- Photographie : Léonce-Henri Burel
- Production : Delac et Vandal - Louis Nalpas
- Pays de production :  France
- Format : Film muet – Noir et blanc
- Durée : 10 minutes
- Date de sortie : 1915

## Distribution
- Séverin-Mars : le docteur Tube
- Albert Dieudonné : le jeune homme

## Autour du film
Abel Gance, à propos de La Folie du docteur Tube : « […] Je m'étais grisé trop vite et j'ai dit : "Je vais les épater tous au cinéma parce que j'ai une idée très puissante". J’ai eu l'idée d'écrire La Folie du docteur Tube. C'était une histoire avec la décomposition de rayons lumineux, qui fait que les choses ne sont plus vues du tout sous l'angle sous lesquels on les voit. J'ai employé des miroirs déformants, j'ai fait tout ce que, techniquement, j'imaginais que le public apprécierait énormément parce que cela ne s'était jamais fait, et quand j'ai montré ce film au directeur et aux gens qui s'intéressaient à moi, ils se sont dit : "C’est un fou, il ne faut plus lui confier un centime, il va nous ruiner" ». 